# Polskie kabarety
Polskie kabarety – lista polskich kabaretów

## Kabarety przedwojenne
- Kabaret Mariana Hemara
- Wesoła Lwowska Fala
- Cyrulik Warszawski
- Momus
- Morskie Oko
- Picador
- Qui Pro Quo
- Zielony Balonik
- Ali Baba

## Działające kabarety powstałe w latach 1945–1989
- Czyści jak Łza
- Dudek
- Długi
- Elita
- Ergo
- Kaczki z Nowej Paczki
- Klika
- Koń Polski
- Masztalscy
- OT.TO
- Pacałycha
- Piwnica pod Baranami
- Paka
- Pod Egidą
- Rak
- Rżysko

## Kabarety współczesne
- Ani Mru-Mru
- Cegła
- Chyba
- Ciach
- Czesuaf
- DKD
- Dno
- Formacja Chatelet (FOCH)
- Grupa MoCarta
- Grupa Rafała Kmity
- Grzegorz Halama Oklasky
- Hlynur
- Hrabi
- Jurki
- K2
- Kaczka Pchnięta Nożem
- Kostka Cukru
- KSA
- Kwartet Okazjonalny
- Loch Camelot
- Łowcy.B
- Macież
- Made in China
- Małże
- Mimika
- Młodych Panów
- Moralnego Niepokoju
- Mumio
- Neo-Nówka
- Nowaki
- Noł Nejm
- Paranienormalni
- PoMimochodem
- Skeczów Męczących
- Słoiczek po cukrze
- Słuchajcie
- Smile
- Świerszczychrząszcz
- Stado Umtata
- Tiruriru
- Widelec
- Pod Wyrwigroszem

## Kabarety nieistniejące
- Afera
- Artura I
- Babeczki z Rodzynkiem
- Bim-Bom
- Chwilowo Kaloryfer
- Drugi Garnitur
- Dudek
- Formacja Zaś
- Grupa Inicjatyw Teatralnych
- Gwintesencja
- HiFi
- Kapota
- Koń
- Krakersy
- Limo
- Loża 44
- OTOoni
- Kabaret Owca
- Potem
- Po Żarcie
- Salon Niezależnych
- Siedem Kotów
- Strzały z Aurory
- STS
- Szarpanina
- Szpak
- Szum
- Tey
- To Za Duże Słowo
- Trzeci Oddech Kaczuchy

## Solowi artyści kabaretowi
- Artur Andrus
- Wojciech Mann
- Alosza Awdiejew
- Joanna Bartel
- Piotr Bałtroczyk
- Hanka Bielicka
- Piotr Bukartyk
- Maria Czubaszek
- Marcin Daniec
- Krzysztof Daukszewicz
- Tadeusz Drozda
- Paweł Dłużewski
- Jacek Fedorowicz
- Stefan Friedmann
- Andrzej Grabowski
- Aleksander Grotowski
- Grzegorz Halama
- Tomasz Jachimek
- Krzysztof Jaroszyński
- Michał Kempa
- Jonasz Kofta
- Ireneusz Krosny
- Jerzy Kryszak
- Zenon Laskowik
- Wojciech Młynarski
- Steffen Möller
- Waldemar Ochnia
- Jerzy Ofierski
- Bronisław Opałko
- Cezary Pazura
- Katarzyna Piasecka
- Krzysztof Piasecki
- Jan Pietrzak
- Andrzej Poniedzielski
- Janusz Rewiński
- Tadeusz Ross
- Krystyna Sienkiewicz
- Bohdan Smoleń
- Maciej Stuhr
- Stanisław Tym
- Andrzej Zaorski

## Kabaretowe audycje radiowe
- 60 minut na godzinę
- Ilustrowany Tygodnik Rozrywkowy
- Parafonia
- Powtórka z rozrywki
- Studio 202
- Zespół Adwokacki Dyskrecja
- Zgryz
- ZSYP

## Kabaretowe programy telewizyjne
- Dzięki Bogu już weekend
- Gallux Show
- Kabaret Jeszcze Starszych Panów
- Kabaret Olgi Lipińskiej
- Kabaretowa Liga Mistrzów
- Kabaretowa scena Dwójki
- Kabaretowy Klub Dwójki
- Latający Kluby Dwójki
- Kurtyna w górę
- Polskie Zoo
- Rodzina Trendych
- Skauci Piwni
- Spadkobiercy
- Spotkanie z Balladą
- Studio Gama
- Kabaret Starszych Panów
- Tygodnik Moralnego Niepokoju
- Właśnie leci kabarecik
- Paranienormalni Tonight
- Ucho prezesa
- Kabaret na żywo